# Operación Sonnenblume
La Operación Sonnenblume consistió en el envío de tropas alemanas a África del Norte para evitar la completa derrota del ejército italiano durante la Campaña del Norte de África durante la Segunda Guerra Mundial.
Después de la exitosa Operación Compass llevada a cabo por Reino Unido y Australia, la captura de 130 000 soldados italianos amenazaba con entregar el norte de África a los Aliados. A finales de febrero de 1941 Adolf Hitler decide enviar tropas a África del Norte para ayudar a su socio del Eje Benito Mussolini, librándolo de una derrota segura.
El general alemán Erwin Rommel tomó el mando de la 5.ª División Ligera y la 15.ª División Panzer en marzo y se colocó en la línea defensiva de El Agheila, donde se había detenido el avance de los británicos. Inicialmente bajo el mando italiano, Rommel se percató de la debilidad británica, ya que el primer ministro británico Winston Churchill había trasladado tropas de África a Grecia.
Mostrando iniciativa, Rommel atacó a las líneas defensivas británicas el 31 de marzo, incluso antes de que hubiera llegado la totalidad de la 15.ª División Panzer. Después de un breve combate, la 2.ª División Acorazada se batió en retirada siendo perseguida por la 5.ª División Ligera. Esta se detuvo en el Fuerte Mechili, que se rindió el 8 de abril siendo capturados casi dos mil británicos y un general de brigada.
Mientras la 5.ª División Ligera cruzaba el desierto, otro grupo se dirigió por la carretera de la costa, y el 7 de abril capturó al general O'Connor, así como otros oficiales de alta graduación. Las fuerzas británicas que escaparon a la captura se dirigieron al puerto de Tobruk donde se atrincheraron. Rommel emprendió el 12 de abril el asalto al puerto, pero fue repelido. Sin desanimarse, avanzó hasta la frontera con Egipto, sitiando a Tobruk. Dándose cuenta de su larga línea de suministros, Rommel se detuvo y enfocó su atención en el puerto sitiado. Sin embargo, la situación pronto iba a cambiar en su contra ya que las tropas británicas expulsadas de Grecia regresaron a África.
- Datos: Q708223